# Spider One
Spider One, właśc. Michael David Cummings (ur. 25 sierpnia 1968 w Haverhill) – amerykański wokalista metalowy, autor tekstów, reżyser i producent muzyczny.  Jest założycielem i jedynym konsekwentnym członkiem zespołu rockowego Powerman 5000 oraz właścicielem wytwórni Megatronic Records. Twórca serialu telewizyjnego Dolina Nieumarłych nadawanego na kanale MTV w 2011 roku. Młodszy brat Roba Zombie.

## Życiorys
Michael Cummings urodził się 25 sierpnia 1968 roku w Haverhill w stanie Massachusetts jako drugi z dwóch synów. Jest młodszym bratem Roberta Bartleha Cummingsa, bardziej znany jako muzyk i reżyser filmowy pod pseudonimem Rob Zombie. Wbrew powszechnemu przekonaniu Cummings stwierdził, że nigdy nie istniała między nim a jego bratem rywalizacja w życiu osobistym, ani muzycznie. W 1991 roku Cummings porzucił szkołę artystyczną, kupił tanie 4-ścieżkowe domowe studio i automat perkusyjny oraz nagrał album Much Evil z producentem Lamarem Lowderem. Lokalny sukces płyty przyczynił się do powstania Powerman 5000.
Od 4 lipca 1998 roku jest żonaty z Dominique Zar.

## Styl wokalny
Spider One podczas grania piosenek często przeplata swój śpiew z partiami mówionymi.

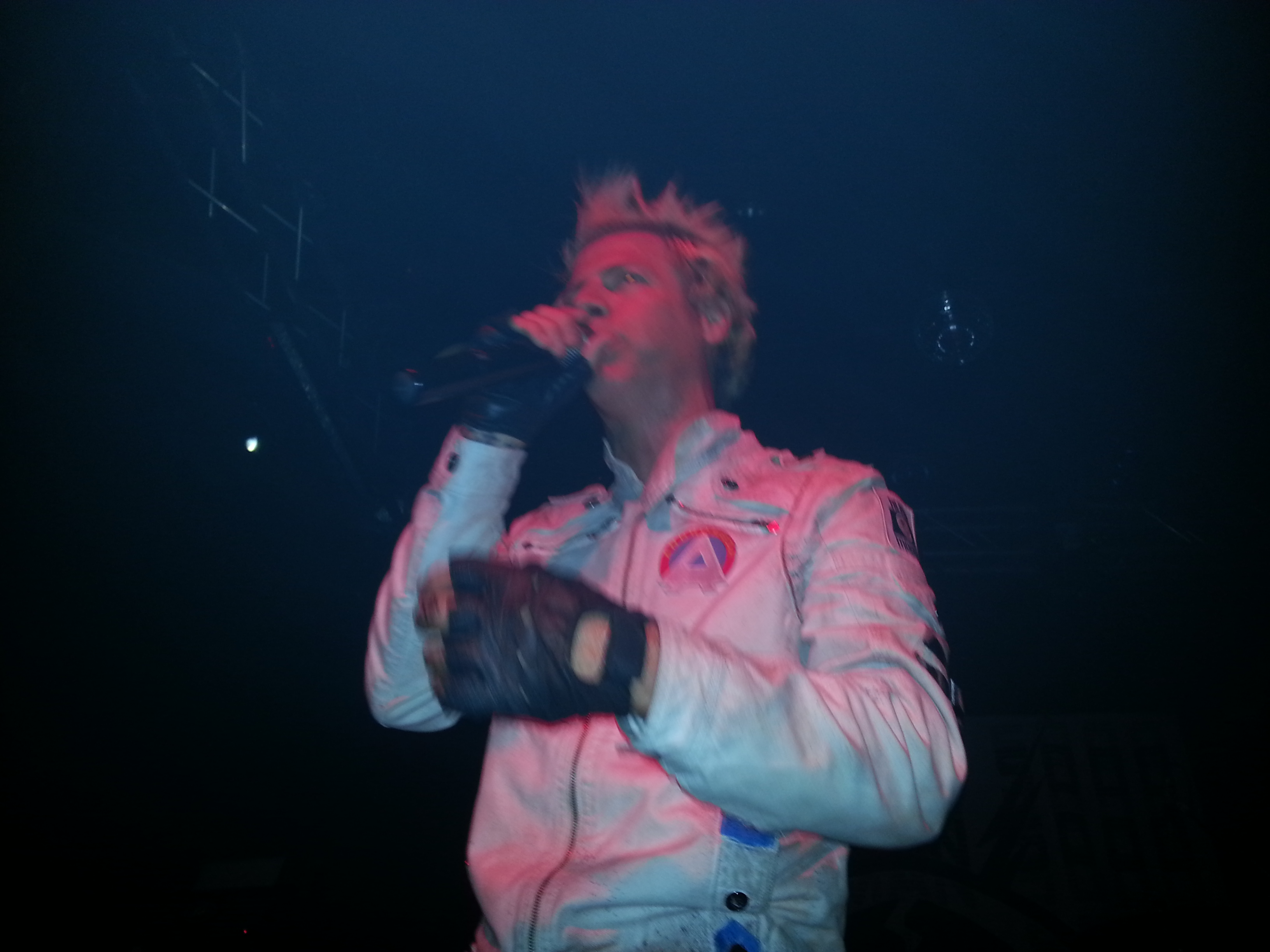
Spider One (2014)

## Dyskografia
- True Force (EP) (1994)
- The Blood-Splat Rating System (1995)
- Mega!! Kung Fu Radio (1997)
- Tonight the Stars Revolt! (1999)
- Anyone for Doomsday? (2001)
- Transform (2003)
- Destroy What You Enjoy (2006)
- Somewhere on the Other Side of Nowhere (2009)
- Copies Clones & Replicants (2011)
- Builders of the Future (2014)
- New Wave (2017)

## Filmografia
| Rok  | Tytuł                | Rola      | Uwagi                                  |
| ---- | -------------------- | --------- | -------------------------------------- |
| 1996 | Beverly Hills, 90210 | On sam    | “Strike A Match” (Sezon 6, odcinek 27) |
| 2011 | Dolina Nieumarłych   | Produkcja | 12 odcinków                            |